# Restaurang- och livsmedelsprogrammet
Restaurang- och livsmedelsprogrammet är ett nationellt gymnasieprogram i Sverige. Det ger yrkeskunskap som bagare, konditor, kock eller servitör.
Utbildningen motsvaras i huvudsak av det tidigare Hotell- och restaurangprogrammet (före 2011).

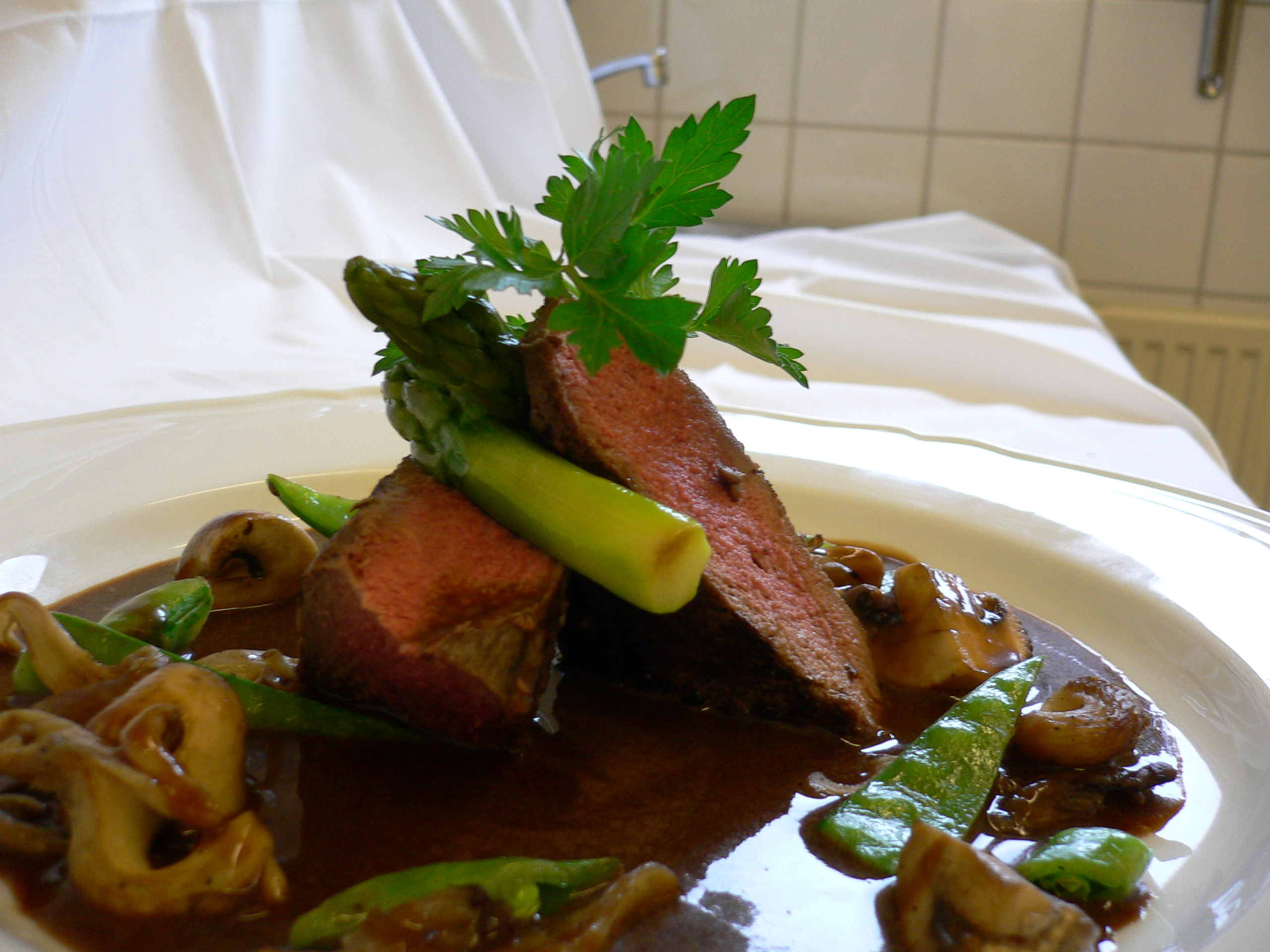
Huvudrätt på en hotellrestaurang

## Källa
- Skolverkets utbildningsinformation om Restaurang- och livsmedelsprogrammet